# Lentinus tigrinoides
Lentinus tigrinoides är en svampart som beskrevs av Corner 1981. Lentinus tigrinoides ingår i släktet Lentinus och familjen Polyporaceae.   Inga underarter finns listade i Catalogue of Life.